# Iván Popov
Iván Popov (Rostov del Don, 20 de marzo de 1990) es un jugador de ajedrez ruso que tiene el título de Gran Maestro desde 2007.
En la lista Elo de la Federación Internacional de Ajedrez (FIDE) de octubre de 2015, tenía un Elo de 2661 puntos, lo que le convertía en el jugador número 17 (en activo) de Rusia, y el 80 del ranking mundial. Su máximo Elo fue de 2661 puntos, en la lista de septiembre de 2015 (posición 80 del ranking mundial).

## Resultados destacados en competición
En 2007 fue Campeón del Mundo Sub-18 y campeón del Abierto Vladimir, además de subcampeón del Mundo juvenil. Debido a sus buenos resultados en el Campeonato de Europa Individual absoluto de 2013, donde obtuvo 7½ puntos de 11, alcanzó una plaza para participar en la Copa del Mundo de 2013 en la que perdió en primera ronda contra el número uno, el austriaco Markus Ragger.
En enero de 2015 fue campeón del Abierto Internacional de Chennai con 7½ puntos de 9. El mismo año repitió el resultado de 7½ puntos de 11 en el Campeonato de Europa Individual, clasificándose nuevamente para la Copa del Mundo de 2015, donde fue eliminado por Samuel Shankland. En diciembre de 2015 ganó el Campeonato europeo de partidas rápidas celebrado en la capital bielorrusa, Minsk.